# Császár Attila (kajakozó)
Császár Attila (Tata, 1958. december 21. – 2017. május 3.) világbajnoki bronzérmes magyar kajakozó, edző.

## Pályafutása
1971 és 1986 között a Tatai AC kajakozója volt. Edzője Hörömpöli László volt. 1978 és 1983 között a válogatott keret tagja volt. 1981-ben és 1982-ben kajak kettesben országos bajnoki címet nyert. Az 1983-as tamperei világbajnokságon a kajak négyes tagjaként bronzérmes lett. 1985-ben vonult vissza az aktív sportolástól. 1985 és 1988 között a Népstadion pályamestere volt. 1988-tól visszatért Tatára, ahol a Hódy SE vezetőedzője, majd a klub alelnöke is lett. 2009-ben szülővárosa a Tata Városáért kitüntetés ezüst fokozatával ismerte el az utánpótlás-nevelés területén végzett munkáját.

## Sikerei, díjai
- Világbajnokság
  - bronzérmes: 1983, Tampere (K-4 500 m)
  - 4.: 1978 (K-4 500 m)
  - 5.: 1979, 1981 (K-2 500 m)
  - 6.: 1981 (K-4 500 m)
- Magyar bajnokság (K-2 500 m)
  - bajnok (2): K-2 500 m (1981, 1982)